# Pfarrexamen
Das Pfarrexamen ist in der römisch-katholischen Kirche die Eignungsprüfung, die Voraussetzung für die Übernahme des Amtes eines Pfarrers ist. In Deutschland ist das Pfarrexamen in der Regel Bestandteil der „Zweiten Dienstprüfung“ für Pfarramtsanwärter. Den Modus des Examens legt der Diözesanbischof für sein Bistum fest.
Das Kirchenrecht verlangt im Codex Iuris Canonici can. 521 von einem Bewerber neben der Priesterweihe, seiner Rechtgläubigkeit, Rechtschaffenheit und pastoralem Eifer, dass „seine Eignung auf eine vom Diözesanbischof festgelegte Weise, auch durch ein Examen, sicher feststehen“ muss.
Seit dem Konzil von Trient gab es das Amt des bischöflich beauftragten Synodalexaminators, dessen Aufgabe die Prüfung beim Pfarrexamen in einer Diözese war. Im 1983 erneuerten Codex Iuris Canonici ist dieses Amt nicht mehr enthalten.